# Endromopoda nitida
Endromopoda nitida là một loài tò vò trong họ Ichneumonidae.